# Xã Weaver, Quận Humboldt, Iowa
Xã Weaver (tiếng Anh: Weaver Township) là một xã thuộc quận Humboldt, tiểu bang Iowa, Hoa Kỳ. Năm 2010, dân số của xã này là 439 người.